# اخسر نفسك
اخسر نفسك (Lose Yourself): هي أغنية من مغني الراب الأمريكي إمينيم
 في سنة 2002 لفيلم 8 أميال (فيلم).
الاغنية كتبت من قبل إمينيم اثناء تمثيله للفيلم 8 أميال (فيلم)
الاغنية حصلت على المرتبة الأولى في بيلبورد هوت 100
الاغنية حققت نجاحات كبيرة حيث حازت على المرتبة الأولى في 21 بلد